# Lewes
Lewes (/ˈluːɨs/) es una ciudad del condado (county town) de East Sussex, Inglaterra, que da también nombre al distrito donde se encuentra. El lugar tiene una larga historia como nudo de comunicaciones y mercado. Hoy continúa siendo un importante centro de comunicaciones y una ciudad orientada al turismo. En el censo de 2001 tenía una población de 15.988 habitantes.

## Etimología
El nombre de Lewes proviene de la forma plural de los anglosajones (Anglo-Saxon) "Hlaew", que significa "colina". Esto se refiere a las pequeñas montañas de South Downs o a los antiguos montículos funerarios de la zona.

## Historia
El lugar donde se encuentra Lewes tiene una larga historia. Existen pruebas arqueológicas que apuntan a que estuvo habitado en la prehistoria y también que hubo un asentamiento romano llamado Mutuantonis. En la zona se han descubierto grandes cantidades de objetos dicha época. Los sajones edificaron un castillo, habiendo construido su Motte como un punto de defensa sobre el río, cosa que también le dio nombre a la ciudad. 
Después de la invasión normanda, Lewes fue donada por Guillermo el Conquistador a William de Warenne, primer Conde de Surrey. Este construyó el castillo en la zona sajona, y él y su esposa, Gundred también fundaron un priorato Cluny en el año 1078. Lewes también fue uno de los lugares donde se acuñaba moneda durante los primeros años después de la invasión normanda, así como en el período anglosajón tardío. 
La ciudad fue sede de la Batalla de Lewes en la segunda guerra de los Barones de 1264. Durante la Persecución Mariana de 1555-1557, Lewes fue testigo de la muerte de diecisiete mártires protestantes que fueron quemados en la hoguera en la ciudad.
Es la ciudad donde se suicidó la escritora Virginia Woolf en 1941.

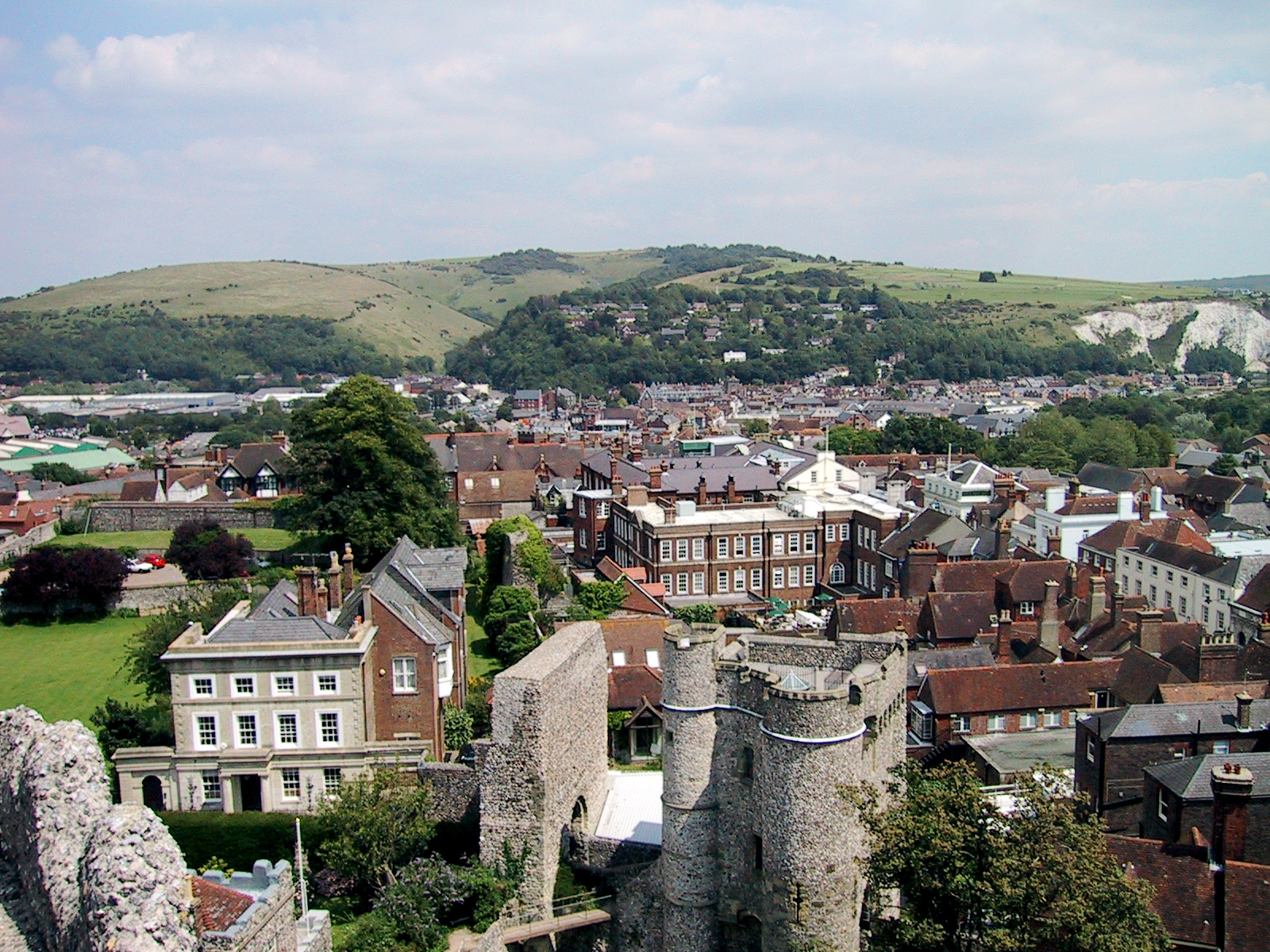
Castillo de Lewes

## Diario local
El diario Sussex Express se publica todos los viernes. Va dirigido a la población de Lewes y de gran parte de East Sussex desde el año 1837. Tiene cuatro ediciones e incluye una amplia sección de la actualidad deportiva local. Forma parte de la red Johnston Press. También dispone de una web de noticias en SussexExpress.

## Gobierno
Lewes se convirtió en uno de los distritos del que entonces era el condado oriental de Sussex de acuerdo con la Ley del gobierno local de 1933. En 1974 se convirtió en una parroquia civil (civil parish) con el título de ciudad. Hay tres distritos: el Puente, el Castillo y el Priorato, que son gobernados por seis concejales cada uno.  
Lewes es también la sede de otros dos centros de gobierno locales. Las oficinas del Consejo del Condado de East Sussex se encuentran en el County Hall, en St Anne's Crescent, y el Lewes District Council (Lewes District Council), segundo nivel del gobierno local, es administrado desde las oficinas de High Street.

## Geografía
| Noroeste: Ditchling, Burgess Hill | Norte: Barcombe Cross     | Nordeste: Ringmer, Uckfield  |
| Oeste: Falmer                     |                           | Este: Hailsham               |
| Suroeste: Brighton                | Sur: Newhaven, Peacehaven | Sureste: Eastbourne, Seaford |

Lewes está situado en una obertura en las colinas de South Downs, atravesada por el río Ouse (River Ouse), y cerca de su confluencia con el arroyo Winterbourne. Está aproximadamente a siete millas al NNO de Newhaven, y a la misma distancia al NE de Brighton. 
Las colinas de los South Downs se alzan por encima de ambas orillas del río. La High Street, y el núcleo antiguo de la ciudad, ocupan la ribera derecha, subiendo con mucha pendiente desde el puente; la parte alta de esta orilla, 2,5 millas (4 km) se conoce como monte Harry. En la ribera izquierda hay un gran acantilado de yeso (Cliffe Hill) que se puede ver desde lejos. 
Este último da nombre al que hace tiempo fue el pueblo de Cliffe, que actualmente forma parte de la ciudad. La parte sur de la ciutat, Southover, creció junto al priorato, en el sur de arroyo Winterbourne. 
La ciudad amplió sus límites en dos ocasiones: en 1881 y en 1934, y ahora incluye las modernas urbanizaciones de Wallands, Malling Hill, Neville y Kingston road. 
El meridiano de Greenwich atraviesa la parte occidental de Lewes.

## Ciudades hermanadas
- Waldshut-Tiengen, Alemania, desde 1974.
- Blois, Francia, desde 1963.[2]

## Transporte
La estación de tren de Lewes originalmente era el entronque de seis rutas.
La ciudad tiene actualmente conexiones rápidas con Londres cada hora, y varios trenes cada hora hacia Brighton. 

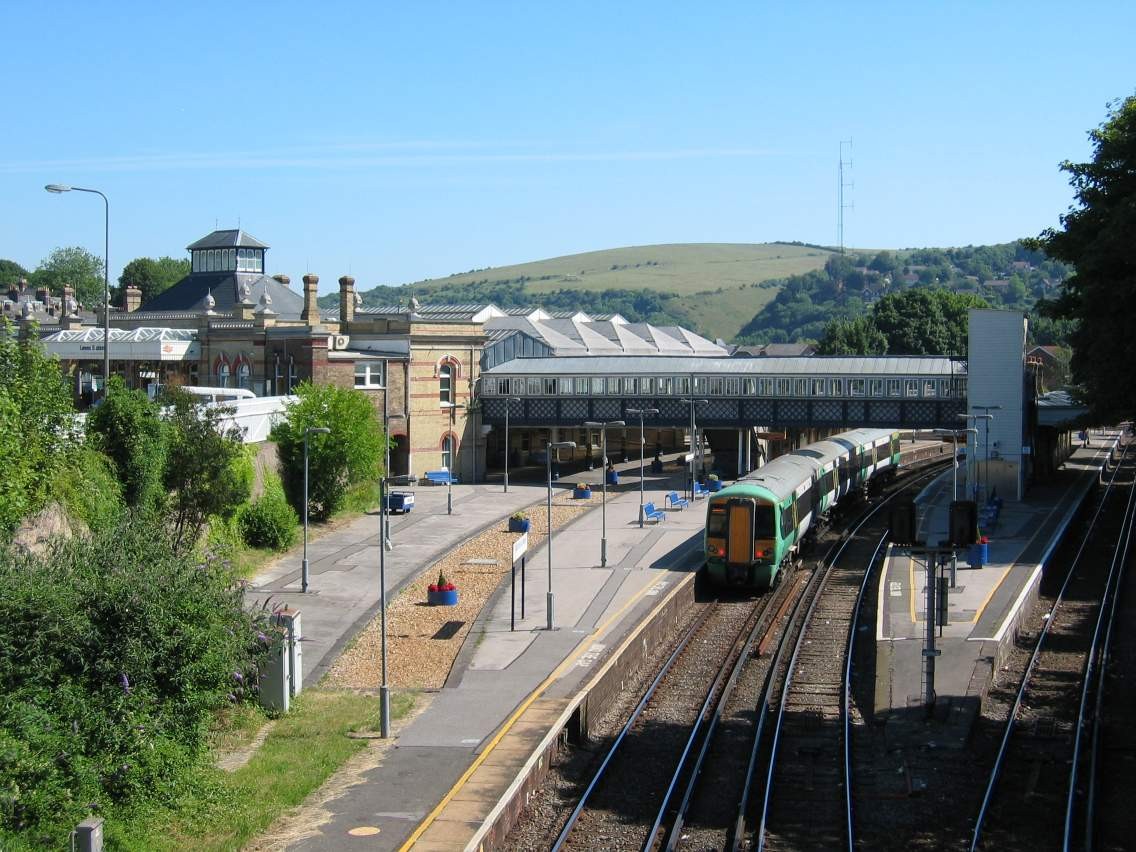
Estación de tren de Lewes con vista al oeste. South Downs de fondo

También cuenta con estación de autobuses propia, que tiene entre otras conexiones, rutas hacia Brighton & Hove